# 戈尔托夫特
戈尔托夫特（德語：Goltoft，發音：[ˈɡɔltɔft]）是德国石勒苏益格-荷尔斯泰因州石勒苏益格-弗伦斯堡县曾经的一个市镇，面积3.09平方千米，2016年12月31日人口为214人。2018年3月1日，戈尔托夫特并入邻近市镇布罗德斯比，后者旋即更名为“布罗德斯比-戈尔托夫特”。